# Thamnaconus tessellatus
Thamnaconus tessellatus es una especie de peces de la familia Monacanthidae en el orden de los Tetraodontiformes.

## Morfología
Los machos pueden llegar alcanzar los 22 cm de longitud total.

## Hábitat
Es un pez de mar y de aguas profundas que vive entre 230-600 m de profundidad.

## Distribución geográfica
Se encuentra desde la Bahía de Sagami (Japón) hasta el Mar de la China Oriental y el Mar de la China Meridional.

## Observaciones
Es inofensivo para los humanos.